# Phare de Presque Isle Harbor
Le phare de Presque Isle Harbor (en anglais : Presque Isle Harbor Breakwater Light), est un phare du lac Supérieur situé sur le brise-lames du côté nord-est du port de Presque Isle à Marquette dans le comté de Marquette, Michigan.
Ce phare est inscrit au Registre national des lieux historiques depuis le 7 juin 2016 sous le n° 16000339.

## Historique
Entre 1897 et 1902, le Corps du génie de l'armée des États-Unis a construit un brise-lames de 370 m s'étendant au sud-est de Marquette pour protéger le port de Presque Isle. À partir de 1935, le Corps entreprit un autre projet majeur pour améliorer le port de Presque Isle en draguant le port et en prolongeant le brise-lames d'environ 490 m supplémentaires. En conjonction avec ce projet, en 1938, l'United States Lighthouse Service a placé un phare automatisé à l'extrémité du brise-lames. Le projet de brise-lames a été achevé en 1939, et le phare en 1941.
Le phare a été entretenu par le personnel de la Garde côtière stationné au phare de Marquette Harbor jusqu'à un certain moment dans les années 1970, lorsque le feu du brise-lames a été automatisé. Il continue de servir d'aide à la navigation, marquant l'extrémité du brise-lames au large.

## Description
Le phare  est une tour cylindrique en acier de 12 m de haut, avec une double galerie et une lanterne, s'élevant d'une enceinte octogonale de signalisation de brouillard en acier, montée sur une base carrée en béton. La tour est peinte en blanc avec une bande rouge centrale
Il émet, à une hauteur focale de 17 m, un éclat rouge de 0.4 seconde par période de 4 secondes. Sa portée est de 10 milles nautiques (environ 19 km. Il est équipé d'une corne de brume émettant deux signaux de 2 secondes par période de 30 secondes, en cas de besoin.

## Caractéristiques dufeu maritime
Fréquence : 4 secondes (R)
- Lumière : 0.4 seconde
- Obscurité : 3.6 secondes

Identifiant : ARLHS : USA-1111 ; USCG :  7-14670  .

### Lien connexe
- Liste des phares au Michigan